# 파키스탄의 여자 모델 목록

## 가
- 사르와트 길라니

## 나
- 메리얌 나페스
- 니르마

## 다
- 히나 딜파제르

## 라
- 라니
- 이파트 라힘
- 메흐렌 레헬
- 사라 로렌

## 마
- 수니타 마르샬
- 마티라
- 후마이마 말리크
- 메라
- 마리야 모텐
- 사미야 뭄타즈

## 바
- 암나 바바르
- 산드라 바톨
- 마노르 발로치
- 누르 부크하리

## 사
- 자레이 사르하디
- 사남 사에드
- 나우신 샤
- 파라 샤
- 바브라 샤리프
- 나헨드 샤비르
- 메샤 샤피셰
- 에시타 셰드
- 시라 셰로즈
- 모말 셰이크
- 자라 셰이크

## 아
- 아노우사 아바시
- 자베리아 아바시
- 소하 알리 아브로
- 아누셰 아사드
- 사니 아스카리
- 하냐 아미르
- 바네자 아흐마드
- 아얀
- 가나 알리
- 리말 알리
- 비자 알리
- 마야 알리
- 사보르 알리
- 사잘 알리
- 소미 알리
- 이만 알리
- 제바 알리
- 니다 야시르
- 파티마 에판디
- 아이샤 오메르
- 마리아 와스티
- 나벤 와카르
- 알리샤 유수프
- 사디야 이맘
- 암나 일야스

## 자
- 율마 자이디
- 아이니 자프리
- 사남 중

## 차
- 루뱌 차우드리
- 반니쉬 차우반

## 카
- 사바 카마르
- 파질라 카이세르
- 주간 카짐
- 자이나브 카비윰
- 님라 칸
- 레마 칸
- 아르메나 칸
- 아예자 칸
- 쿠브라 칸
- 아니 칼리드

## 타
- 헤라 타렌

## 파
- 알리즈 파티마
- 나타샤 파라차
- 나사 파크하르
- 아트카 페로즈

## 하
- 사마 하룬
- 마후위스 하야트
- 아미라 하크
- 마우라 호카네
- 우르와 호카네
- 나디아 후세인
- 마우라 후세인
- 소니아 후세인